# Geert Mul
Gerardus Nicolaas Maria (Geert) Mul (Alphen aan den Rijn, 11 oktober 1965) is een Nederlands mediakunstenaar. Hij vervaardigt sculpturen, projecties, generatieve en interactieve audiovisuele installaties voor talloze locaties, waaronder scholen, een gemeentehuis, een ziekenhuis, musea, theaters en concertgebouwen.
In 2010 won Mul De Witteveen+Bos-prijs voor Kunst+Techniek:
Volgens de jury is zijn werk voor de hedendaagse kunst van groot belang, door de innovatieve wijze waarop hij met de overweldigende stroom aan informatie en beelden van deze tijd omgaat. Met zijn interactieve kunstwerken leert Mul de kijker de enorme stroom aan informatie en beelden vanuit een ander perspectief te zien. De kijker is niet langer overgeleverd aan de beeldentsunami, maar ervaart die in een filmische reeks met een steeds variërend ritme.

## Leven en werk

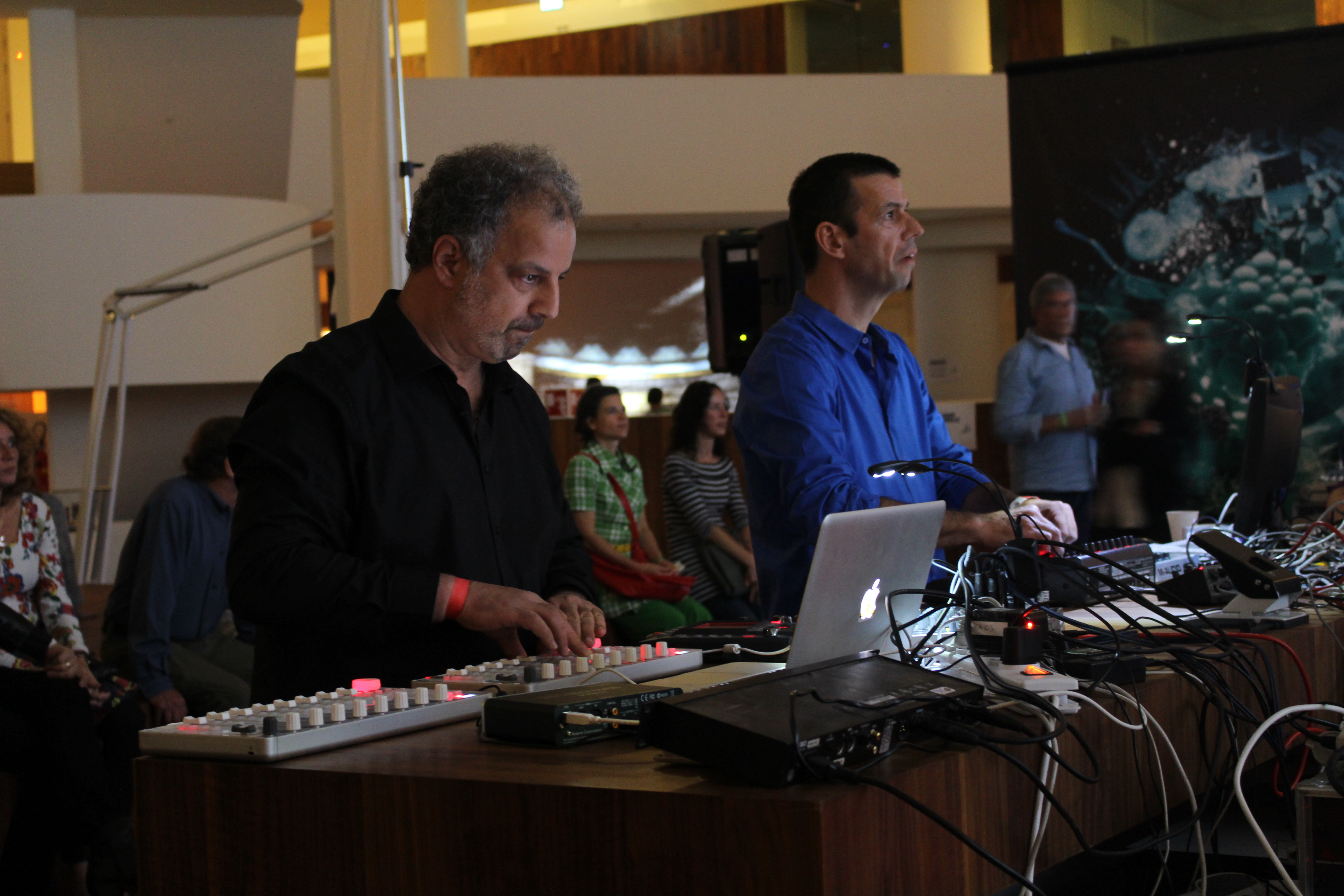
Geert Mul (r) en Michel Banabila

Geert Mul studeerde van 1985 tot 1990 aan de Academie voor Beeldende Kunsten in Arnhem, waar hij zich specialiseerde in computeranimatie. Daarna reisde hij enkele jaren door Mexico en de Verenigde Staten en woonde een jaar in Tokio, Japan. In 1995 ontwikkelde hij met Nighttown het concept voor de Rotterdamse technoclub The Future, waar hij video gebruikte voor de vormgeving. Hij was een van de eerste vj's in Nederland. In de jaren daarna maakte hij installaties voor alle grote Nederlandse popfestivals.
In de periode 1995 - 2000 werkte Mul als artdirector voor de dansgroep Krisztina de Chatel, ontwierp visuals voor Diesel in Italië, het Ro Theater en Eric Sleichim (Bl!ndman saxofoonkwartet). Hij trad op met het Nationale Symfonie Orkest van Frankrijk en met technopionier Speedy J.
Vanaf 2000 ontwierp hij locatiegebonden installaties en kunstwerken in Nederland (Stedelijk Museum in Amsterdam, Museum Boijmans Van Beuningen in Rotterdam), de Verenigde Staten (Museum of contemporary Art Chicago), Italië (Biennale for emerging Artists Torino), Spanje (Sonar, Museo Nacional Reina Sofia, IVAM), Frankrijk (Fondation Cartier pour l'art contemporain Parijs), India (National Gallery of Modern Art), Japan (Museum of Modern Art Kyoto), China (derde Triënnale-Chengdu) en Zuid-Afrika (Soweto en Grahamstown).
In 2003 ontwierp hij de installatie The Library of Babel, gebaseerd op een verhaal van Jorge Luis Borges. In de vloer van The Library of Babel verschijnen steeds wisselende patronen doordat deze reageert op betreders.

## Filmografie
- 2012 - Video voor de Speedy J Elly Ameling Prijs 2012
- 2010 en 2011 - Vocal Void, met Michel Banabila op het International Film Festival Breda (IFFB)
- 2008 - Look at Us, Galerie Art & Essai van Rennes
- 2006 - Match Maker, Norwegian Short Film Festival
- 2004 - Portraits of Warsaw, Film by the Sea, Vlissingen
- 2003 - Transfer Points, Portobello filmfestival, Londen
- 2001 - Transfer Points, Sonarfestival, Barcelona
- 2000 - Time Cross, Akihabara TV, Tokio
- 2000 - La Derive, International Film Festival Rotterdam
- 1999 - La Derive, Fondation Cartier pour l'art contemporain, Parijs
- 1999 - Sans Issue, Museo Nacional Centro de Arte Reina Sofía, Madrid
- 1999 - Sans Issue, Internationaal Film Festival Rotterdam
- 1998 - Museu d'Art Contemporani de Barcelona